# Piqueras del Castillo
Piqueras del Castillo es un municipio y localidad española de la provincia de Cuenca, en la comunidad autónoma de Castilla-La Mancha. El término municipal tiene una población de 40 habitantes (INE 2024).

## Historia
A mediados del siglo XIX, el lugar contaba con una población censada de 215 habitantes. La localidad aparece descrita en el decimotercer volumen del Diccionario geográfico-estadístico-histórico de España y sus posesiones de Ultramar de Pascual Madoz de la siguiente manera:

PIQUERAS: v. con ayunt. en la prov. y dióc. de Cuenca (7 leg.), part. jud. de Motilla del Palancar (4), aud. terr. de Albacete (14) y c. g. de Castilla la Nueva (Madrid 25). sit. en una ladera sobre peñascos, los que contribuyen á que el piso sea desigual; su clima es frio, combatido por los vientos S. y O., y propenso á calenturas gástricas. Consta de 50 casas de mala construccion, inclusa la casa de ayunt., que sirve de cárcel, y un pósito; escuela de primeras letras concurrida por 10 jóvenes de ambos sexos, dotada con 365 rs. del fondo de propios; una hermosa fuente en la plaza y varias fuera de la pobl., y una igl. parr. (Santiago Apóstol) servida por un cura de entrada y de provision de la corona y del diocesano, según en los meses en que ocurre la vacante. El térm. confina por N. con Chumillas; E. Barchin del Hoyo; S. Buenache y Alarcon, y O. Valera de Abajo: en su jurisd., y á corta dist. del pueblo, al O. sobre un peñasco, hay un cast. del tiempo de la dominacion árabe de buena construccion y bien conservado. Su terreno, arenisco en su mayor parte, es de secano y poco productivo; le baña un pequeño arroyo, con cuyas aguas se riegan unos cuantos huertos á las orillas del pueblo: la mayor parte del terreno está cubierto de pinos, mata baja, sabinas, romeros, espliego y otros arbustos. Los caminos son locales y en mal estado. La correspondencia se recibe de la cartería de Buenache de Alarcon todos los días. prod.: trigo, centeno en mayor castidad, patatas, legumbres, miel y cáñamo; se cria ganado lanar, cabrio y vacuno, y mucha caza de liebres, perdices, corzos y ciervos. ind.: la agrícola, un molino harinero y la elaboracion de alguna cal. pobl.: 54 vec., 215 alm. cap. imp.: 22,426 rs. contr.: 4,491. El presupuesto municipal asciende á 1,800 rs., y se cubre con el producto de las fincas de propios.
(Madoz, 1849, p. 54)

Hasta la reforma de la nomenclatura municipal de 1916 el municipio se llamaba simplemente Piqueras. En dicha fecha su nombre fue modificado por el de Piqueras del Castillo.

## Demografía
Piqueras del Castillo cuenta con una población de 40 habitantes (INE 2024).
| Gráfica de evolución demográfica de Piqueras del Castillo entre 1842 y 2021 |
| |
| Población de derecho según los censos de población del INE Población de hecho según los censos de población del INEEn este censo se denominaba Pigueras: 1842 En estos censos se denominaba Piqueras: 1857, 1860, 1877, 1887, 1897, 1900 y 1910 |